# Baronh
Baronh (japanisch アーヴ語 Āvu-go [baroɲ], deutsch ‚Abh-Sprache‘) ist eine von Hiroyuki Morioka entwickelte konstruierte Sprache, die auf altem Japanisch basiert, wie es bis zum Anfang des 9. Jahrhunderts verwendet wurde. Die Sprache wird in der Sciencefiction-Romantrilogie Seikai no Monshō und darauf beruhenden Werken verwendet.

## Ursprung
Baronh ist vom Altjapanischen abgeleitet, wie es bis zum Anfang des 9. Jahrhunderts gesprochen wurde und in Kojiki, Manyōshū und anderen alten Dokumenten aufgezeichnet ist. Das um das Jahr 712 niedergeschriebene Kojiki ist die erste umfangreiche schriftliche Quelle Japans und beinhaltet die ältesten Zeugnisse der japanischen Sprache; das um 759 zusammengestellte Manyōshū ist die erste große japanische Gedichtzusammenstellung und umfasst mehr als 4500 Gedichte.
Genau genommen handelt es sich nicht um die alte, sondern um eine rekonstruierte Sprache, die nach dem mythologischen Himmel im Kojiki als Takamagahara-Sprache bezeichnet wird.

## Fiktive Entwicklungsgeschichte
In Crest of the Stars versuchten japanische Revolutionäre, fremde Einflüsse aus dem Japanischen zu entfernen und eine „geläuterte“ Variante zu schaffen, bei der Lehnwörter und -ausdrücke entfernt und alte Wörter und Ausdrücke wiederbelebt wurden. Diese Revolutionäre, die ihre Sprache nach einem poetischen Namen für Japan Toyoashihara nannten, gründeten die Kolonie, die die Abh schuf und ihnen ihre Sprache gab. Als die Abh von der Sklaverei befreit wurden, nahm ihre Sprache binnen weniger Generationen die Form an, die in Hiroyukis fiktionalen Werken zu finden ist und Baronh genannt wird. Grund für die in dieser Zeit rasche Entwicklung der Sprache ist hauptsächlich, dass die Abh während ihrer Sklaverei keine Schriftsysteme hatten, da ihnen das Schreiben verboten war.

### Beispiele zur Entwicklung von Wörtern
Im fiktiven Lauf der Zeit veränderte sich die Aussprache der Takamagahara-Wörter (Alt-Baronh) in die des modernen Baronh. Die Ausspracheveränderung kann man in 3 Phasen einteilen. In der ersten Phase fielen bestimmte Vokale entweder weg oder wurden durch einen anderen ersetzt. In der zweiten Phase geschah mit den Konsonanten das gleiche. Grob gesagt blieben Konsonanten, die unmittelbar einem Vokal folgten, unverändert, während die anderen sich meist wie folgt verändert haben:
| [j] → [g] → [h] → [k] → [s] → [r] → | [n] | → [d] → [z] → [t] → [l] |
|                                     | ↕   |                         |
| [w] → [f] →                         | [m] | → [b] → [p]             |

In der letzten Phase wurde an die Wörter ein Nominativsuffix angehängt.
Die Ausspracheveränderungen sollen an vier Beispielen verdeutlicht werden:
- jatagarasu (japanisch: Yatagarasu) ist ein mythologischer dreibeiniger Vogel.
- tacamagahara (japanisch: Takamagahara) ist der mythologische japanische Götterhimmel.
- karasuci und subaru sind zwei der 28 chinesischen Sternbilder wie auch die Namen zweier der 29 ursprünglichen Abh-Klans (Oriongürtel bzw. Plejaden).

| Ausgangswort (Alt-Baronh) | Veränderung | Veränderung | Veränderung     | Hinweise                |
| Ausgangswort (Alt-Baronh) | Vokale      | Konsonanten | Nominativsuffix | Hinweise                |
| ------------------------- | ----------- | ----------- | --------------- | ----------------------- |
| jatagarasu                | jatgarse    | gatharse    | gatharsec       | Suffix -ec bleibt stumm |
| tacamagahara              | tacmgahar   | lacmhacar   | Lacmhacarh1     | mh spricht sich [ɸ]     |
| karasuci                  | karsc       | sarrc       | sarrych         | ch spricht sich [ʃ]     |
| subaru                    | sbaur       | spaur       | spaurh          |                         |

1) Lacmhacarh ist der Name der Abh-Hauptstadt.

## Grammatik
Baronh weist einen synthetischen Sprachbau auf und besitzt sieben Fälle:
1. Nominativ,
2. Akkusativ,
3. Genitiv,
4. Dativ,
5. Direktiv (im modernen Baronh Lokativ),
6. Ablativ und
7. Instrumentalis.

Es gibt im Baronh vier Arten, ein Nomen zu deklinieren. In der ersten gibt es lediglich einen Vokal, dessen Position sich anhand des Falles verschiebt, z. B. wird Abh (Nominativ) zu Bar (Genitiv). Die folgende Tabelle illustriert die vier verschiedenen Deklinationen anhand von Begriffen, die in Crest of the Stars häufiger anzutreffen sind, es sind dies abh (Abh), lamh (Perle, Edelstein), duc (gelber Edelstein) und saidiac (Pilot).
|                | Deklination 1 | Deklination 2 | Deklination 3 | Deklination 4 |
| -------------- | ------------- | ------------- | ------------- | ------------- |
| Nominativ      | abh           | lamh          | duc           | saidiac       |
| Akkusativ      | abe           | lame          | dul           | saidél        |
| Genitiv        | bar           | lamr          | dur           | saidér        |
| Dativ          | bari          | lami          | duri          | saidéri       |
| Direktiv       | baré          | lamé          | dugh          | saidégh       |
| Ablativ        | abhar         | lamhar        | dusar         | saidisar      |
| Instrumentalis | bale          | lamle         | dule          | saidélé       |

Adjektive verändern sich nicht und folgen für gewöhnlich dem Nomen. Sie bestehen aus einem Wortstamm + a, wie bhoca (groß) oder laca (hoch). Indem man an den Wortstamm von Verben ein a anhängt, können diese ebenfalls als Adjektiv gebraucht werden. Adverbien sind ebenfalls unveränderlich und werden meist von Adjektiven abgeleitet, wie bhoci und laci.

## Schrift und Aussprache

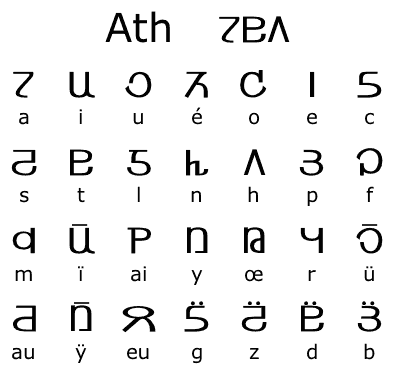
Ath-Alphabet und lateinische Umschrift

Um Baronh schreiben zu können, wurde von Hiroyuki Morioka und Takami Akai ein Alphabet namens Ath (Buchstabe) geschaffen, das in gewissem Umfang auf den Kana, also den japanischen Silbenschriften Hiragana und Katakana basiert. Das hier im fiktiven Rahmen auftretende Phänomen, dass eine politische Umwälzung zur Einführung eines neuen Schreibsystems führt, stellt auch in der Realität keine Seltenheit dar, sondern ist in jüngerer Zeit häufig aufgetreten, wie man zum Beispiel dem Abschnitt Bedeutung der lateinischen Schrift im Wikipedia-Artikel über die arabische Schrift entnehmen kann.
Jeder Buchstabe im Ath hat einen eigenen Ton, bis auf einige Konsonanten-Kombinationen wie bh, die für andere stehen.
Die Schriftzeichen sind im Zeichensatz des TRON-Projekts vorhanden.

### Vokale
|                 | vorne      | vorne    | zentral    | hinten   |
|                 | ungerundet | gerundet | ungerundet | gerundet |
| --------------- | ---------- | -------- | ---------- | -------- |
| geschlossen     | , i [i]    | , y [y]  |            | , u [u]  |
| halbgeschlossen | , é [e]    | , eu [ø] |            | , o [o]  |
| mittel          |            |          | , e [ə]    |          |
| halboffen       | , ai [ɛ]   | , oe [œ] |            | , au [ɔ] |
| offen           |            |          | , a [a]    |          |

Es gibt keine Unterscheidung zwischen kurzen und langen Vokalen. Die Vokallänge hat damit keine bedeutungsunterscheidende Funktion und ist nur eine Frage des Akzentes des Sprechers.
Wenn ein e als Teil eines Affix' auftritt wird es häufig stumm, z. B. byrec (/byr/, Flotte) und cluge (/clug/, entspannen).

### Halbvokale
- , ï: stimmhafter palataler Approximant [j]
- , ü: labialisierter stimmhafter velarer Approximant [w]
- , ÿ: labialisierter stimmhafter palataler Approximant [ɥ]

ÿ ist ein Halbvokal, der auftritt, wenn auf ein y ein Vokal folgt.

### Konsonanten
Einige Konsonanten werden am Ende eines Wortes oder in einer Konsonantenreihe stumm. Der Buchstabe, der ursprünglich für [h] steht, markiert nun den vorangehenden Konsonanten als Frikativ, z. B. steht bh für [v] und mh für [ɸ].
|                       |                       | bilabial            | labiodental | dental   | alveolar | postalveolar | palatal  | velar   | uvular   | glottal |
| --------------------- | --------------------- | ------------------- | ----------- | -------- | -------- | ------------ | -------- | ------- | -------- | ------- |
| Plosive               | stimmlos              | , p [p]             |             |          | , t [t]  |              |          | , c [k] |          |         |
| Plosive               | stimmhaft             | , b [b]             |             |          | , d [d]  |              |          | , g [g] |          |         |
| Frikativ              | stimmlos              | , f, , mh, , ph [ɸ] |             | , th [θ] | , s [s]  | , ch [ʃ]     |          |         |          | , h [h] |
| Frikativ              | stimmhaft             |                     | , bh [v]    | , dh [ð] | , z [z]  | , gh [ʒ]     |          |         |          |         |
| Nasal                 | Nasal                 | , m [m]             |             |          | , n [n]  |              | , nh [ɲ] |         |          |         |
| Vibrant               | Vibrant               |                     |             |          | , r [r]  |              |          |         | , rh [ʀ] |         |
| lateraler Approximant | lateraler Approximant |                     |             |          | , l [l]  |              |          |         |          |         |

### Diphthonge und Triphthonge
Baronh kennt sowohl Diphthonge als auch Triphthonge, auch wenn nicht erkennbar ist, wann diese auftreten. Allerdings sind /aj, ej, aj, uj, aw, ew/ fallende und /ja, jɛ, je, jo, ju, wa, we, wi, ɥa, ɥe/ steigende Diphthonge.
Ein Triphthong tritt z. B. in dem Wort süaïc (/swaj/, Residenz eines Adligen) auf. Selbst wenn ein Diphthong auftritt, ist nicht immer klar, wie dieser ausgesprochen wird. Ein g wird z. B. in folgenden Wörtern als [j] gesprochen: agth (/ajθ/, Staat, Land) und rogrh (/rojʀ/, Sandwespe). Ablïarsec (/abljar/), der Name des herrschenden Abh-Klans, wird im Japanischen statt des erwarteten アブリャル (aburyaru) als アブリアル (aburiaru) geschrieben, was eher auf eine Aussprache als [abli̯ar] statt auf [abljar] hindeutet.

### Praktischer Vorteil des eigenen Schriftsystems
Es gibt nicht nur politische, sondern auch ganz handfeste Gründe dafür, nicht das japanische Schriftsystem für Baronh zu verwenden. Mit dem japanischen Schriftsystem geschriebenes Baronh ist noch anspruchsvoller für den Leser als das Japanische, dessen geschriebene Form als eine der schwierigsten Sprachen der Welt gilt.
Japanisch verwendet zwei verschiedene Silbenschriften und ursprünglich aus China stammende Ideogramme. Diese Ideogramme können im Japanischen nicht nur als Ideogramm, sondern auch entsprechend ihrer Lesung lautschriftlich verwendet werden. Und oft haben diese Kanji zudem noch mehr als eine Lesung.
Es gibt allerdings auch Dinge, die im Japanischen einfach sind. In Silbenschrift geschriebener Text wird immer gleich gelesen. Egal welche Kanji vorangehen oder folgen. Und genau an dieser Stelle treten bei Baronh die Probleme auf. Dort stimmt dies nicht mehr.
Baronh heißt, wie schon gesagt wurde, Abh-Sprache. Den Namen des Volkes der Abh schreibt man auf Baronh und Japanisch アーヴ (āvu). Der Ausdruck Abh-Sprache entsteht dann in beiden Sprachen, indem man das Ideogramm für Sprache hinter den Namen des Volks setzt. Es entsteht das Wort アーヴ語. Der wesentliche Unterschied besteht in der Lesung. Während man im Japanischen beim Lesen der Silbenschrift nicht um das nachfolgende Kanji 語 (go) kümmern muss und dieses dann einfach anhängt (das Wort liest sich auf Japanisch āvugo), muss man im Falle von Baronh das Wort zunächst als Begriff Abh-Sprache erkennen, bevor man ihm seinen Lautwert Baronh zuordnen kann.